# 努瓦亚勒
努瓦亚勒（法語：Noyal，法語發音：[nwajal]）是法国阿摩尔滨海省的一个市镇，位于该省中东部，属于圣布里厄区。

## 地理
努瓦亚勒（48°26'51"N, 2°29'14"W）面积6.8 平方千米，位于法国布列塔尼大區阿摩尔滨海省，该省份为法国西北部沿海省份，位于布列塔尼半岛北部，北濒大西洋英吉利海峡，西接菲尼斯泰尔省，南至莫尔比昂省，东临伊勒-维莱讷省。
与努瓦亚勒接壤的市镇（或旧市镇、城区）包括：普莱唐、圣里厄尔、朗巴勒阿摩尔。

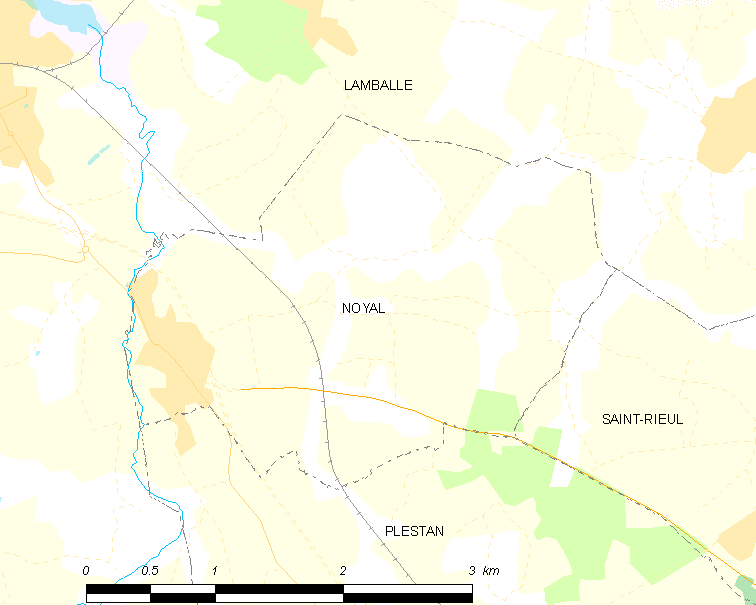
努瓦亚勒的OSM定位图

努瓦亚勒的时区为UTC+01:00、UTC+02:00（夏令时）。

## 行政
努瓦亚勒的邮政编码为22400，INSEE市镇编码为22160。

## 政治
努瓦亚勒所属的省级选区为朗巴勒阿摩尔县。

## 人口

1962-2008年间努瓦亚勒人口变化图示

努瓦亚勒于2022年1月1日时的人口数量为981人。